# (66452) 1999 OF4
(66452) 1999 OF4 est un objet transneptunien faisant partie des cubewanos.

## Caractéristiques
(66452) 1999 OF4 mesure environ 130 km de diamètre.

## Orbite
L'orbite de 1999 OF4 possède un demi-grand axe de 45,111 ua et une période orbitale d'environ 303 ans. Son périhélie l'amène à 42,322 ua du Soleil et son aphélie l'en éloigne de 47,899 ua.

## Découverte
(66452) 1999 OF4 a été découvert le 21 juillet 1999.